# Мершид
Мершид (њем. Mörschied) општина је у њемачкој савезној држави Рајна-Палатинат. Једно је од 96 општинских средишта округа Биркенфелд. Према процјени из 2010. у општини је живјело 879 становника. Посједује регионалну шифру (AGS) 7134056.

## Географски и демографски подаци
Мершид се налази у савезној држави Рајна-Палатинат у округу Биркенфелд. Општина се налази на надморској висини од 420 метара. Површина општине износи 10,7 km². У самом мјесту је, према процјени из 2010. године, живјело 879 становника. Просјечна густина становништва износи 82 становника/km².